# Emirates
Emirates  je zračni prijevoznik iz Dubaija, Ujedinjeni Arapski Emirati. Kompanija je podružnica Emirates grupacije, koja je u stopostotnom vlasništvu Vlade Dubaija. Najveći je zračni prijevoznik na Bliskom istoku s gotovo 3600 letova na tjedan iz svog sjedišta,  zračne luke u Dubaiju, prema više od 150 gradova u 71 zemlju diljem šest kontinenata.
Kompanija se svrstava među 10 najvećih svjetskih zračnih prijevoznika po broju prijeđenih kilometara i 2007. je postala najveći zračni prijevoznik na Bliskom istoku po prihodima, veličini flote i broju prevezenih putnika. U 2012. kompanija je bila četvrti najveći zračni prijevoznik u svijetu u pogledu međunarodno prevezenih putnika i broju prijeđenih kilometara. Cargo prijevoz u Emirates grupaciji vrši Emirates Skyargo odjel.
Sredinom 1980-ih, Gulf Air je smanjio svoje letove prema Dubaiju. Kao rezultat toga u ožujku 1985. uz potporu kraljevske obitelji iz Dubaija utemeljena je kompanija Emirates. Prva dva zrakoplova su uzeli u najam od Pakistan International Airlines-a. Bilo je nužno da kompanija posluje neovisno od državnih potpora, osim 10 milijuna $ početnog kapitala. Čelni čovjek kompanije od osnivanja do danas je Ahmed bin Saeed Al Maktoum. U godinama nakon osnivanja proširili su svoju flotu zrakoplova kao i broj destinacija. U listopadu 2008. Emirates kompanija je preselila sve svoje aktivnosti na terminal 3 zračne luke u Dubaiju kako bi održala svoje planove brzog rasta i razvoja.

## Flota
Emirates flota se sastoji od širokotrupnih zrakoplova i to Airbus A380 i Boeing 777 putničkih zrakoplova, kao i Boeing 777F teretnih zrakoplovima kojim upravlja Emirates SkyCargo. Jedini uskotrupni zrakoplov je Airbus A319CJ kojm upravlja Emirates Executive charters.
| Zrakoplov        | U floti | Naručeno | Opcije | Broj putnika | Broj putnika | Broj putnika | Broj putnika | Bilješke                   |
| Zrakoplov        | U floti | Naručeno | Opcije | F*           | C*           | Y*           | Ukupno       | Bilješke                   |
| ---------------- | ------- | -------- | ------ | ------------ | ------------ | ------------ | ------------ | -------------------------- |
| Airbus A380-800  | 109     | 53       | —      | 14           | 76           | 399          | 489          | najveći A380 operator      |
| Airbus A380-800  | 109     | 53       | —      | 14           | 76           | 427          | 517          | najveći A380 operator      |
| Airbus A380-800  | 109     | 53       | —      | 0            | 58           | 557          | 615          | najveći A380 operator      |
| Boeing 777-200LR | 10      | —        | —      | 8            | 42           | 216          | 266          |                            |
| Boeing 777-300ER | 139     | —        | —      | 8 12 0       | 42 42 42     | 304 310 385  | 354 364 427  | najveći 777-300ER operator |
| Boeing 777-8X    | —       | 35       |        | u najavi     | u najavi     | u najavi     | u najavi     |                            |
| Boeing 777-9X    | —       | 115      | 50     | u najavi     | u najavi     | u najavi     | u najavi     |                            |
| Ukupno           | 258     | 203      | 70     |              |              |              |              |                            |

- F, C i Y su kodovi koji označavaju klasu sjedala u zrakoplovima, a određeni su od strane Međunarodne udruge za zračni prijevoz.

### Cargo
Emirates SkyCargo flota se sastoji od sljedećih zrakoplova:
| Zrakoplov       | U floti | Naručeno | Cargo kapacitet |
| --------------- | ------- | -------- | --------------- |
| Boeing 777-200F | 13      | —        | 103.000 kg      |
| Ukupno          | 13      | 1        |                 |

### Executive
Emirates Executive flota se sastoji od sljedećih zrakoplova (studeni 2015.):
| Zrakoplov         | U floti | Naručeno | Broj putnika      |
| ----------------- | ------- | -------- | ----------------- |
| Airbus A319-100CJ | 1       | —        | 19 (10 apartmana) |
| Ukupno            | 1       | 0        |                   |

## Nesreće i incidenti
- 9. travnja 2004. Emirates Airbus A340-300 je na svom letu iz Johannesburga za Dubai pretrpio ozbiljna oštećenja tijekom polijetanja kada nije uspio potići visinu prije kraja piste, udarivši pti tome 25 prilaznih svjetala, što je uzrokovalo prsnuće četiti gume koje su bacile krhotine u razne dijelove zrakoplova. Krhotine su oštetile pokretne dijelove krila (flap) koji su ostali nepokretni u položaju za polijetanje. Zrakoplov se vratio i prisilno sletio pri čemu je, kao posljedica oštećenja, zakazao normalni sustav za kočenje. Zrakoplov se zaustavio samo 250 metara prije kraja 3400 metara duge piste uz pomoć obrnutog potiska i alternativnog sustava kočenja.[15] U svom izvješću, istražitelj su utvrdili da je kapetan koristio pogrešne tehike polijetanja te su kritizirali Emirates zbog neadekvatne obuke i rasporeda vježbanja.[16]
- 20. ožujka 2009. Emirates Airbus A340-500 na svom letu iz Melbournea za Dubai nije uspio ispravno poletjeti, udarivši pri tome nekoliko struktura na kraju piste. Zrakoplov se nakon toga uspješno okrenuo i sletio sigurno na pistu. Unatoč činjenici da nije bilo smrtno stradalih ili ozlijeđenih, australskim istražiteljima to je bilo dovoljno da se okarakterizira kao nesreća.
- 11. studenoga 2012. Emirates Airbus A380 nedugo nakon polijetanja iz Sydneya dok je bio na visini od oko 2700 metara visine, čuo se glasan prasak, a piloti su dobili upozorenje "No 3 exhaust gas temperature over-limit". Motor se nakon toga sam ugasio, a mali ostaci su pali na grad. Posada je okrenula zrakoplovi i sigurno sletjela u Sydney.[17][18]
- 3. kolovoza 2016. Emirates Boeing B777-300 na letu EK521 iz Thiruvananthapuramua (Indija) za Dubai napravio je prisilno slijetanje bez izvučenog podvozja. U zračnoj luci u Dubaiju na kraće vrijem su bila zaustavljena sva polijetanja i slijetanja. U zrakoplovu se nalazilo 282 putnika i 18 članova posade od kojih je 24 bilo ozlijeđeno. Jedan vatrogasac je poginuo pri gašenju požara, a 8 ih je ozlijeđeno. Zrakoplov je isporučen aviokompaniji u ožujku 2003. Bio je to prvi potpuni gubitak zrakoplova za kompaniju Emirates od osnutka 1985. godine.[19]

## Vanjske poveznice
|  | Zajednički poslužitelj ima još gradiva o temi Emirates |